# 로버트 그리어슨
로버트 G. 그리어슨(Robert G. Grierson, 1868년 2월 15일 ~ 1965년 5월 8일)은 한국에서 36년 간 일했던 캐나다의 의사, 캐나다 장로교회 선교사, 교육자이다. 한국어 이름 구례선(具禮善)으로도 알려져 있다. 그리어슨은 성진시와 함흥시 지역에서 선교 활동을 수행했다. 성진클리닉을 설립하고 이후 제동병원으로 확장하였고 보신소년학교와 은진중학교를 설립했다. 그리어슨은 한국의 독립운동에 활발히 참여했으며 1968년 한국 정부로부터 건국훈장 독립 메달을 받았다.

## 생애 초기
그리어슨은 1868년 2월 15일 캐나다 노바스코샤주 핼리팩스에서 존 그리어슨과 메리 페릿 아래에서 태어났다. 헬리팍스 아카데미를 거쳐 1890년 댈하우지 대학교에서 예술학사 학위를 받았다. 1893년 파인 힐 신학교에서 신학 학위를 받았다. 1897년 댈하우지 의과대학에서 의학 학위를 받았다.
대학시절 윌리엄 맥켄지의 영향을 받아 선교사가 되기로 결심했다. 그리어슨은 1890년대 초 매켄지가 소래 마을에서 선교 활동을 도와달라고 요청했을 때 한국에서 일하기를 열망했다. 1895년 맥켄지의 죽음으로 인해 캐나다 장로교회는 한국에 선교사를 파견하고 자금을 지원하게 되었고, 1897년 2월 무렵  던컨 맥레이(馬求禮; D. M. McRae) 목사 부부, 윌리엄 푸트(富斗一; W. R. Foote) 목사 부부와 함께 조선 선교사에 임명되었다. 이후 1898년에 샬럿타운에서 목사 안수를 받고 레나 베노잇(Lena Venoit)과 결혼했다. 이들은 모두 1898년 7월 한국으로 떠나 같은 해 9월에 도착했다.

## 선교 활동
캐나다 장로교회 일원으로서 기독교 신앙을 전파하는 데 온전히 전념할 수 없다는 사실에 불만을 가졌다. 그러나 1912년 그리어슨은 전도에 대한 자신의 견해를 바꾸고 사람들에게 의료 서비스를 제공하는 데 시간과 노력을 전적으로 바쳤다. 그는 의료 행위를 사랑과 연민이라는 복음 메시지의 또 다른 형태로 보았다.

### 초기 활동
1898년 장로교 정부 형태를 유지하는 선교회 협의회에서 미국 장로교 선교 위원회는 원산시 영토를 캐나다 선교사들에게 양도했다. 그리어슨은 1899년 2월 함경남도 원산에서 선교를 시작하여 총 다섯 사람은 '캐나다장로회 조선선교회'를 세우고 함흥과 성진 지역으로 선교를 확장하기 시작했다.
초기에는 그리어슨이 공식적인 의료 및 선교 활동을 하기 전에 언어 교육을 마치는 데 힘썼고, 환자를 받지 않았다. 그러나 의료적 도움을 필요로 하는 환자들이 많아지자 그는 환자들을 돌보기 시작했다. "우리가 세를 낸 집에 채 들어가기도 전에 아픈 사람들이 몰려들었고... 너무나 가련하고 끈질기게 도움을 요청하는 소리에 거절하는 것이 비인간적으로 느껴졌습니다. 그래서 마지못해 학업을 거의 완전히 제쳐두고 의료 및 외과 작업을 시작했습니다." 그리어슨은 또한 2주에서 한 달 동안 시골 지역으로 선교 여행을 다니며 기본적인 의료 지원을 제공했다.
1900년, 그리어슨과 맥레이는 새롭게 지정된 지역을 탐험하기 위해 북쪽으로 향했다. 허나 여행중 한국 조정이 모든 도지사와 시장에게 기독교인과 선교사를 처형하라는 명령을 내렸다는 전보를 받은 후, 두 사람은 이틀 만에 240마일을 자전거로 달려 원산으로 돌아왔고, 그 전보가 위조된 것임을 알게 되었다.

### 성진

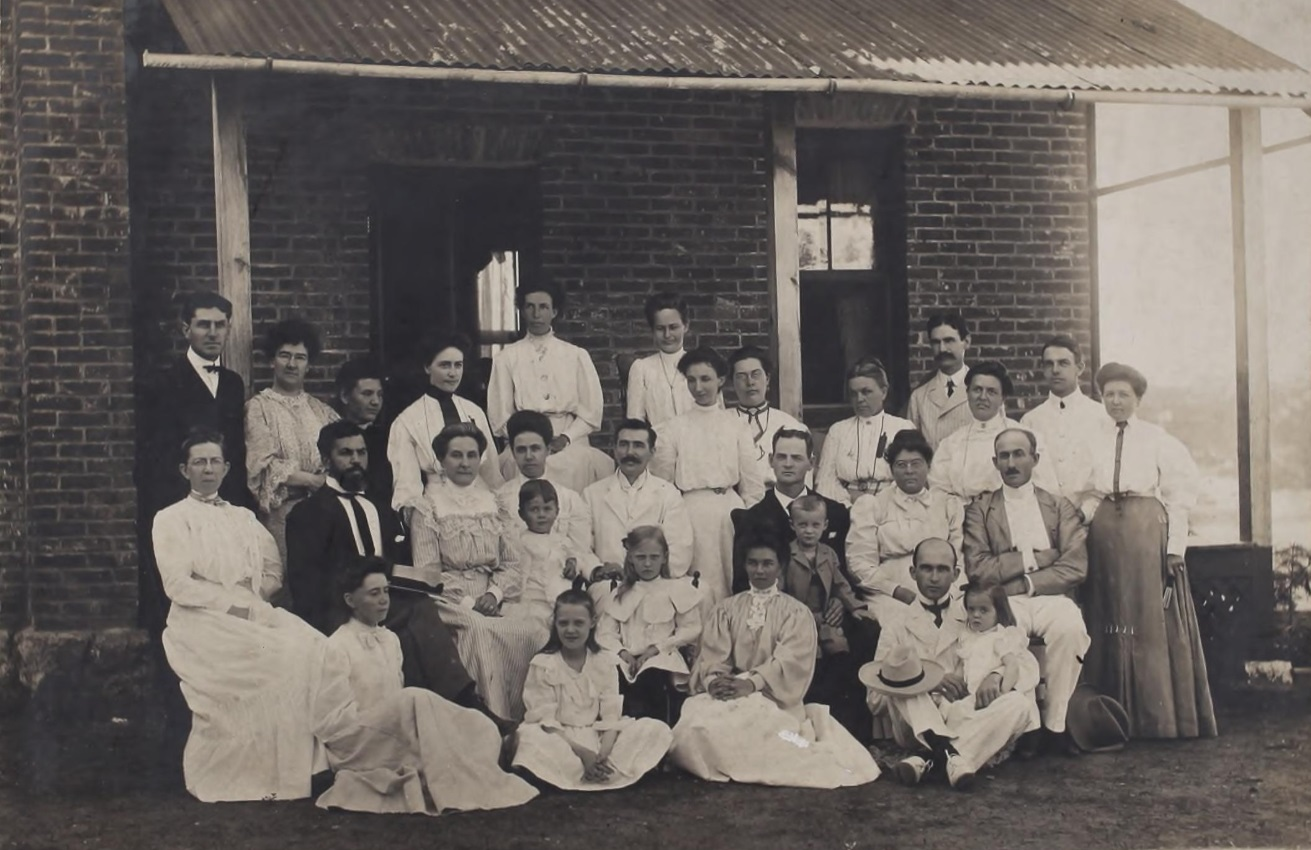
캐나다선교회 사람들 단체사진 (1920)

1899년 성진(현 김책시)은 조약항이 되어 외국인들이 성진 지역에서 토지를 사고 소유할 수 있게 되었다. 그리어슨은 성진에서 선교 활동을 수행하는 책임을 맡았고, 맥레이와 1901년 초 외지선교위원회를 통해 합류한 케이트 맥밀란 박사는 함흥 지역을 맡았다. 그리어슨은 집과 용정교회를 지어 선교 활동의 주춧돌을 놓았다. 그리어슨의 아버지이자 목수였던 존 그리어슨도 이때 한국으로 건너와 아들의 건물 건축을 도왔다. 그는 도서관에서 성경과 기독교 소책자를 팔았으며, 환자를 치료할 수 있는 방을 마련했다. 러일 전쟁 동안 그리어슨은 원산시로 피난했고, 그리어슨의 집은 러시아 장교들의 병영으로, 교회는 마구간으로 사용되었다. 전쟁 후, 그리어슨은 한국인 지주로부터 교회 옆 부지를 매입하여 성진교회, 보신 소년 학교, 성진의원을 건축했다.

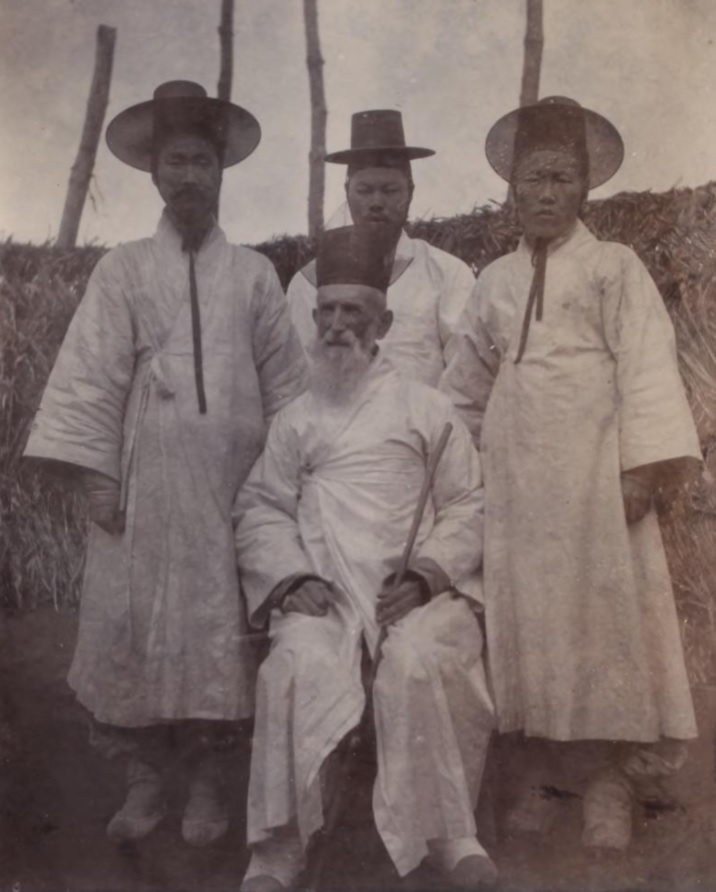
로버트 그리어슨의 아버지 존 그리어슨과 성도들 (1902년)로버트 그리어슨의 아버지 존 그리어슨과 성도들.

그리어슨의 선교 활동은 스코틀랜드 교회 외지선교위원회의 재정 위기로 인해 계속해서 방해받았다. 1912년 그리어슨은 성진에 대한 연간 보고서를 작성하면서 위원회에 좌절감을 표출했다. "이 [의료] 활동은 담당 의사가 교회, 학교, 행정, 수업, 신학 및 기타 업무에 너무 몰두하는 동안 결코 만족스럽게 수행될 수 없습니다. ... 다른 의무가 없는 의사를 갖기 전까지는 이름뿐인 의료 활동만 있을 것이며, 이 의료 활동은 만족스럽지 못하므로 선임 선교사의 다른 중요한 영역에서의 활동을 제한할 뿐입니다." 1914년 그리어슨은 위원회로부터 성진에 현대식 병원을 짓기 위해 7,000달러를 받았다.
1917년 그는 성진 진료소를 선교회에서 가장 진정한 의료 시설인 제동 병원으로 개조했다. 제동 병원에서는 8명의 한국인 의사가 그리어슨을 도왔으며, 그중 4명은 보신 소년 학교 학생이자 성진 지역 기독교청년회 간부였다. 제동 병원에는 100명 이상의 입원 환자와 캐나다선교회 사람들 단체사진 (1920)1,743명의 외래 환자가 있었다.

### 블라디보스토크와 룽징
1903년 그리어슨은 스코틀랜드 국립 성서 공회의 성경 보급 요청에 응하여 존 그리어슨, 알렉산더 F. 로브와 함께 블라디보스토크로 선교 여행을 떠났다. 1906년 그리어슨은 통역사이자 한국어 교사였던 홍순국과 함께 룽징시에 예배당을 세웠다. 1909년 더 많은 한국인이 프리모르스키 지방으로 이주함에 따라 그리어슨은 블라디보스토크를 다시 방문하여 성경 공부반 교사로 봉사했다. 그리어슨은 북부 지역에 더 많은 선교 지부가 필요하다고 믿었으며, 이에 캐나다 장로교회는 1912년 회령시와 1913년 룽징에 추가 지부를 설립하도록 독려했다. 그들은 그리어슨의 요청에 따라 아치볼드 H. 바커와 도널드 A. 맥도널드를 선교사로 파견했다.

### 3.1 운동 참여
1919년 2월 중순, 함흥을 중심으로 한 학생 단체들은 만세 시위를 계획하기 시작했다. 그리어슨은 일본 경찰이 외국인의 집을 불시에 수색할 가능성이 적었기 때문에 지역 독립 지도자들이 자신의 집을 비밀 회의 장소로 사용하도록 허락했다. 3월 9일, 그리어슨은 용정 교회의 종탑에 올라가 일본 경찰에 의해 투옥된 한국 시위자들을 격려하기 위해 종을 울렸다. 3월 10일, 성진 만세 시위는 제동 병원 앞에서 천 명의 시위자들과 함께 진행되었다. 독립 지도자들은 3·1독립선언서를 낭독하고 행진을 시작했다. 일본군은 기병과 소방대를 성진으로 파견하여 3월 11일 시위를 진압하기 시작했다.
그리어슨은 "아침 일찍, 소방 도끼로 무장한 일본 소방관들과 소총으로 무장한 경찰 분대가 조용히 쉬고 있는 한국 마을로 행진해 올라왔다... 구타하고, 도끼로 찍고, 총을 쏘았다. 곧 부상자들이 병원으로 들어오기 시작했고, 이는 평소보다 많았던 월요일 진료 환자 수를 늘렸다"고 기록했다. 그리어슨은 제동 병원에서 부상당한 한국 시위자들을 치료했다. 제동 병원은 그리어슨의 소유였기 때문에 치외법권이 적용되어 일본 경찰은 치료에 간섭할 수 없었다.
그리어슨은 나중에 3만 부의 3·1독립선언서를 인쇄하는 등 성진 만세 시위를 적극적으로 돕고 참여한 혐의로 일본 경찰의 심문을 받았다.

### 위기
그리어슨 선교사는 1920년대 후반부터 1930년대 초반에 걸쳐 여러 사건에 연루되며 선교 활동에 위기를 맞았다.
1928년 8월 1일, 원산시에서 그리어슨 선교사는 조선인 아이를 폭행하는 사건을 일으켰다. 원산에서 목회하던 미국 남장로교회 소속 터너(V. R. Turner, 天御) 선교사의 아들 모세가 다른 아이와 장난치던 중 넘어져 다치자, 그리어슨은 해당 조선인 아이를 몽둥이로 기절할때까지 체벌하였다. 이후 조선인들이 치료를 요구했으나 그리어슨은 다른 환자들을 핑계로 이를 거부하여 조선인들의 분노를 샀다.
이후 1930년 1월 8일, 성진에서는 그리어슨 선교사가 자신의 전 학교 교회 교사였던 김세위 씨를 구타하는 사건이 발생했다. 김세위 씨가 자신의 밀린 월급 문제로 항의하며 그리어슨을 비난하자, 그리어슨은 그를 폭행했고, 피해자는 경찰에 고소까지 이르렀다. 이에 성진 기독교 내 각 단체는 연합 대회를 열고 그리어슨의 축출을 결의했다. 기독남자청년회는 그리어슨의 성진 지방 축출을, 교육체는 그의 교장직 사임 및 교회 권리 박탈을, 기독여자청년회는 교장 및 목사직의 권고 사임을 요구했다.
이러한 일련의 사건들로 인해 그리어슨 선교사에 대한 교인들의 반감이 커지며 성진교회 내부에서는 큰 분규가 발생했다. 특히 1930년 2월 6일 보도된 바에 따르면, 그리어슨의 축출을 주장하는 '축출파'와 그를 옹호하는 '옹호파' 간의 갈등이 심화되었다. 대한예수교장로회 함중노회는 그리어슨 선교사의 자격 상실을 교회의 치욕으로 보고 그의 축출을 결의했음에도 불구하고, 옹호파는 이 내용이 제대로 광고되지 않았다며 절차를 문제삼아 호별 방문을 통해 교인들의 도장을 받아 그리어슨의 유임을 주장하며 축출파를 고소하기에 이르렀다. 이는 교회의 다수 교인(노인과 부녀)의 지지를 얻은 옹호파가 그리어슨을 유지시켜 자신들의 세력을 확장하려던 의도가 내포된 것으로 해석되었다. 노회는 옹호파를 책벌하고 구례선에 대한 징계안을 확정하였다.
1930년 5월 21일에는 성진교회 분규의 책임자로 지목된 강학린 목사가 함중노회에서 임시 목사로 재임용되면서 논란이 더욱 증폭되었다. 강학린 목사는 그리어슨 선교사의 축출을 결의하고 이를 집행하는 데 참여했던 인물이었음에도 불구하고 재임용되었고, 이에 청년파는 강학림 목사의 과격한 행동과 불투명한 재임용 과정을 비판하며 불신임을 제출했다. 같은 날, 강학린 목사의 예배 집례 중 교인들의 거부와 야유가 이어져 예배가 중단되는 초유의 사태까지 발생했다. 이로 인해 교회 내 분규는 더욱 격화되었고, 예배당에서의 소란은 일반 신자들의 비판을 받으며 당시 한국 기독교계의 심각한 내부 갈등 양상을 보여주었다. 이후 그리어슨 선교사는 1934년 귀국하였다.

## 유산
용정 교회와 보신 소년 학교는 성진의 한국인들을 교육하는 데 중요한 역할을 했다. 용정 교회 교인들과 보신 소년 학교의 교사와 학생들은 성진 만세 시위에 적극적으로 참여했다. 현대 교육을 받은 학생들이 지역 사회 지도자이자 선교사가 되면서 성진 지역에는 "교회, 학교, 병원의 삼각지대"가 형성되었다.
1968년 그리어슨은 한국 독립운동에 기여한 공로로 건국훈장 독립 메달을 받았다.